# Phaulostylus leucolophus
Phaulostylus leucolophus är en spindelart som beskrevs av Simon 1902. Phaulostylus leucolophus ingår i släktet Phaulostylus och familjen hoppspindlar. Inga underarter finns listade i Catalogue of Life.